# Maktaba
Maktaba – wieś w Syrii, w muhafazie Aleppo, w dystrykcie As-Safira. W 2004 roku liczyła 255 mieszkańców.